# Mrázkův mlýn
Mrázkův mlýn je vodní mlýn na Vltavě, který stojí v centru Českého Krumlova (v ulici Kájovská). Je chráněn jako nemovitá kulturní památka České republiky; předmětem památkové ochrany jsou objekty č.p. 56 a č.p. 58.

## Historie
Mlýn je poprvé připomínán roku 1347. V letech 1613–1614 byl renesančně přestavěn a přeměněn na papírnu. V 18. století byl přistavěn barvířský domek a v letech 1791–1798 došlo k rekonstrukci valchy. V roce 1869 byla nově přestavěna barvírna, znovu upravená v roce 1880. Před rokem 1900 získala valcha nástavbu 2. patra a také byla postavena západní přízemní část barvírny a trakt nad náhonem. Po zboření Kájovských bran v roce 1881 byla v nově upravené uliční trase postavena historizující patrová budova, další úpravy obchodních vstupů byly provedeny na počátku 20. století.

## Popis
Kájovská č.p. 56 je měšťanský dům, novodobý historizující patrový objekt, který byl postaven po zboření obou Kájovských bran.
Kájovská č.p. 58 na ostrově u vltavského jezu obsahuje samostatně stojící budovy technického charakteru - dva samostatné provozy barvírny a valchy, umístěné sem již v renesančním období. Křídlo podél mlýnského náhonu bylo rekonstruováno v roce 2005, z objektu bývalé barvírny a valchy byla během vyklízecích prací v roce 2004 odstraněna větší část narušených dřevěných konstrukcí.
Voda na vodní kolo vedla náhonem od jezu. V roce 1930 je uváděna jedna Francisova turbína (hltnost 2,85 m³/s, spád 1,3 m, výkon 39 HP).

## Mrázkův jez
Mrázkův jez představuje pro vodáky nebezpečí, byla zde již řada smrtelných případů.